# Kombo South
Kombo South ist einer von 35 Distrikten – der zweithöchsten Ebene der Verwaltungsgliederung – im westafrikanischen Staat Gambia. Es ist einer von neun Distrikten in der West Coast Region.
Nach einer Berechnung von 2013 leben dort etwa 88.037 Einwohner, das Ergebnis der letzten veröffentlichten Volkszählung von 2003 betrug 62.531.
Der Name ist von Kombo abgeleitet, einem ehemaligen kleinen Reich.

## Ortschaften
Die zehn größten Orte sind:
- Gunjur, 22.244
- Sifoe, 7219
- Tanji, 6690
- Farato, 6540
- Sanyang, 6534
- Jambajeli, 6177
- Kartong, 5651
- Tujereng, 5646
- Jamburr, 2861
- Njonfellah, 1613

## Bevölkerung
Nach einer Erhebung von 1993 (damalige Volkszählung) stellt die größte Bevölkerungsgruppe die der Mandinka mit einem Anteil von rund sechs Zehnteln, gefolgt von den Jola und den Fula. Die Verteilung im Detail: 57,2 % Mandinka, 7,8 % Fula, 2,8 % Wolof, 21,5 % Jola, 0,6 % Serahule, 3,3 % Serer, 0 % Aku, 5,7 % Manjago, 0,3 % Bambara und 0,9 % andere Ethnien.